# معدل خصم

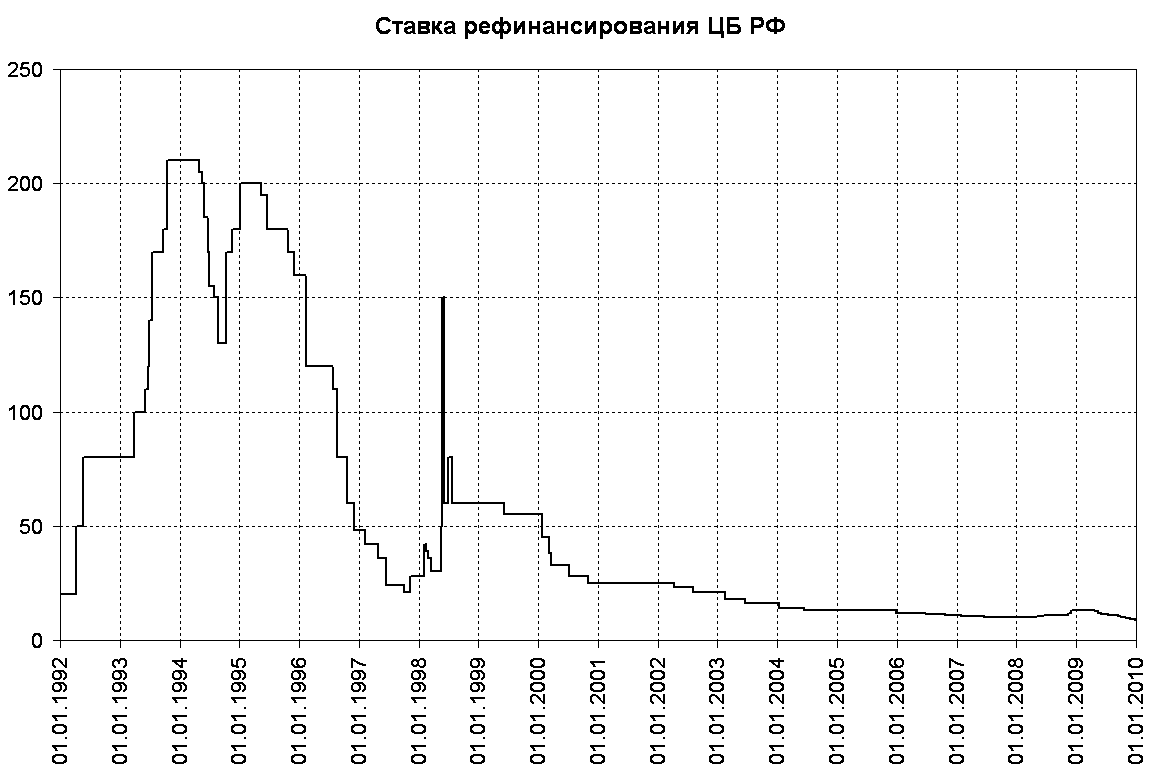

هو المعدل المستخدم لقياس القيمة الحالية للتدفقات النقدية المستقبلية كما في عملية حساب التدفق النقدي المخصوم. ومن المفترض أن يعكس معدل الخصم معدل العائد المنتظر أو المتوقع الحصول عليه نظير الإستثمار في منشأة ما أو في نشاط ما، ويقدر معدل الخصم عادة عن طريق قياس تكلفة الفرصة البديلة للتدفقات النقدية المتخلى عنها في الوقت الحالي مقابل الحصول على تدفقات نقدية مستقبلية.